# Kra (zespół muzyczny)
Kra – japoński zespół visual kei współpracujący z wytwórnią PS Company. Ich muzyka to połączenie popu, rocka i trochę jazzu. Zespół powstał w sierpniu 2001 roku, swoje pierwsze demo pt. Brise wydali 18 maja 2002 roku. Następnego listopada, podpisali kontrakt z PS Company po wydaniu drugiego dema Hard Lolita. Kra zadebiutowali z singlem Heart Balance 21 września 2006 roku. W grudniu 2010 roku ogłoszono, że Mai wycofuje się z branży muzycznej ze względu na zły stan zdrowia. Jego ostatni koncert z zespołem miał miejsce 28 grudnia w CC Lemon Hall.

## Członkowie

### Obecni
- Keiyū (景夕) – wokal
- Taizo (タイゾ) – gitara
- Yuhra (結良) – gitara basowa
- Yasuno (靖乃) – perkusja

### Byli
- Mai (舞) – gitara

## Dyskografia

### Demo
- Brise (18 maja 2002)
- Hard Lolita (jap. ハードロリータ) (3 listopada 2002)

### Albumy
- dhar・ma (7 marca 2007)
- Escape (jap. エスケープ Esukēpu) (12 marca 2008)
- Life ~Today is a very good day to Die~ (4 lutego 2009)
- Twinkle star BEST 2006-2009 (kompilacja; 24 lutego 2010)
- GURICO (24 listopada 2010)
- Naro to Torte (jap. ナロとトルテ Naro to torute) (26 października 2011)
- Joker’s KINGDOM (27 lutego 2013)

### Minialbumy
- Boku to no himitsu (jap. ぼくとの秘密) (30 października 2002)
- Kimi ni shitsumon! (jap. きみに質問！) (29 stycznia 2003)
- Circus shōnen (jap. サーカス少年 Sākasu shōnen) (7 maja 2003)
- Brahman (jap. ブラフマン Burafuman) (29 października 2003)
- Artman (jap. アートマン Ātoman) (29 października 2003)
- Fiction (jap. フィクション Fikushon) (10 marca 2004)
- Shiki tabi no sanposha (jap. 四季旅の散歩者) (20 kwietnia 2005)
- ACID Märchen (17 maja 2005)
- Krabian Night (jap. ケラビアンナイト Kerabian naito) (8 marca 2006)
- Hoshizora ressha no kiteki wo kikinagara (jap. 星空列車の汽笛を聞きながら) (8 marca 2006)
- Creatures (26 września 2007)

### Single
- Kuu (jap. クゥ) (10 marca 2004)
- Yaneura no kanrinin (jap. 屋根裏の管理人) (23 marca 2005)
- Heart Balance (jap. ハートバランス) (21 września 2006)
- artman (6 grudnia 2006)
- Yell (23 stycznia 2008)
- Kizuna (jap. 絆 -キズナ-) [Yu-Gi-Oh 5D opening] (14 maja 2008)
- Amaoto wa Chopin no shirabe (jap. 雨音はショパンの調べ) (8 października 2009)
- Love Lab (jap. ラブラボ) (10 czerwca 2009)
- bird (28 października 2009)
- Dennō Imagination (jap. デンノヲ空想理論 Dennō kūsō riron) (10 sierpnia 2010)
- Fushigi na sekai kara no shotaijō (jap. 不思議な世界からの招待状) (1 czerwca 2011)
- Hon'ne (jap. ホンネ) (30 maja 2012)

### DVD
- Meisaku gekijō (jap. 迷作劇場) (22 grudnia 2004)
- COURT of JUSTICE 2006.12.27 (28 marca 2007)
- 2008 ONEMANLIVE "Yaonbirakidayo zeninshūgō!!" (jap. 2008 ONEMANLIVE「野音開きだよ 全員集合！！」) (23 lipca 2008)
- Kraction (8 października 2008)
- Yaonbirakidayo zeninshūgō! Part 2 (7 lipca 2010)